# Simche Fostel
Simche Fostel (fl. XX secolo) è stato un attore statunitense yiddish.

## Biografia
Simche Fostel fu un attore del teatro yiddish che lavorò anche nel cinema. Venne diretto da Joseph Green in Yidl mitn fidl, dove ricoprì il ruolo di Arye, il padre della protagonista che era interpretata da Molly Picon.

## Filmografia
- Yidl mitn fidl, regia di Joseph Green e Jan Nowina-Przybylski (1936)
- Tkies khaf, regia di Henryk Szaro (1937)
- Der Dibuk
- A Brivele der mamen, regia di Joseph Green e Leon Trystan (1938)
- Mamele, regia di Joseph Green e Konrad Tom (1938)